# ベックオフ
ベックオフまたはベッコフ（バ＝ラン県およびモゼル県ドイツ語圏: Baeckeoffe、オー＝ラン県: baeckaoffa）は、アルザス地方を象徴する郷土料理である。ジャガイモ、野菜、ラム、牛、豚など種々の肉を使って作られる。伝統的なレシピでは豚足と豚尾も入れる。Beckeoffeはアルザス語で「パン屋の釜戸」を意味する。材料を全て香辛料とアルザスワインを共にテリーヌの中で24時間以上煮込む。

## 歴史
アルザスのルーテル教会（プロテスタントの一宗派）は旧約聖書の安息日の伝統に従う。これを踏まえると、ベックオフはユダヤ教徒の安息日の伝統的な料理であるチョレントから着想を得た料理であろう。ユダヤ教徒は宗教的禁忌によって金曜日の夜から土曜日の夜まで火を使うことができないため、この日曜日に振る舞われる料理は安息日が始まる前にユダヤ教徒ではないパン屋に預けられ、パン屋は翌日の昼まで一晩の間この料理をパン焼き釜の中に入れたままにしておいた。礼拝後、ユダヤ人たちはシナゴーグから家に帰る途中に料理を受け取るためにパン屋に立ち寄った。

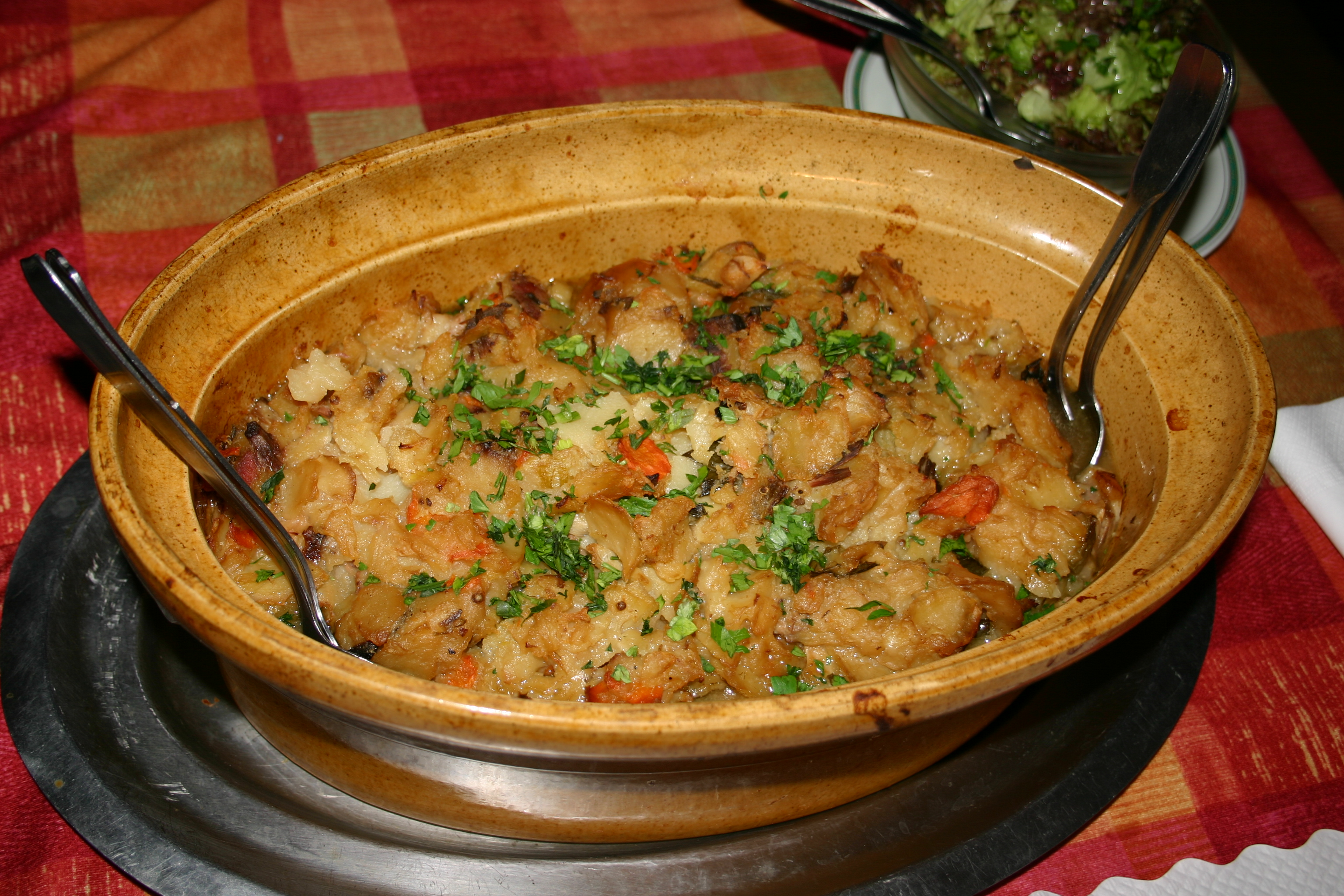
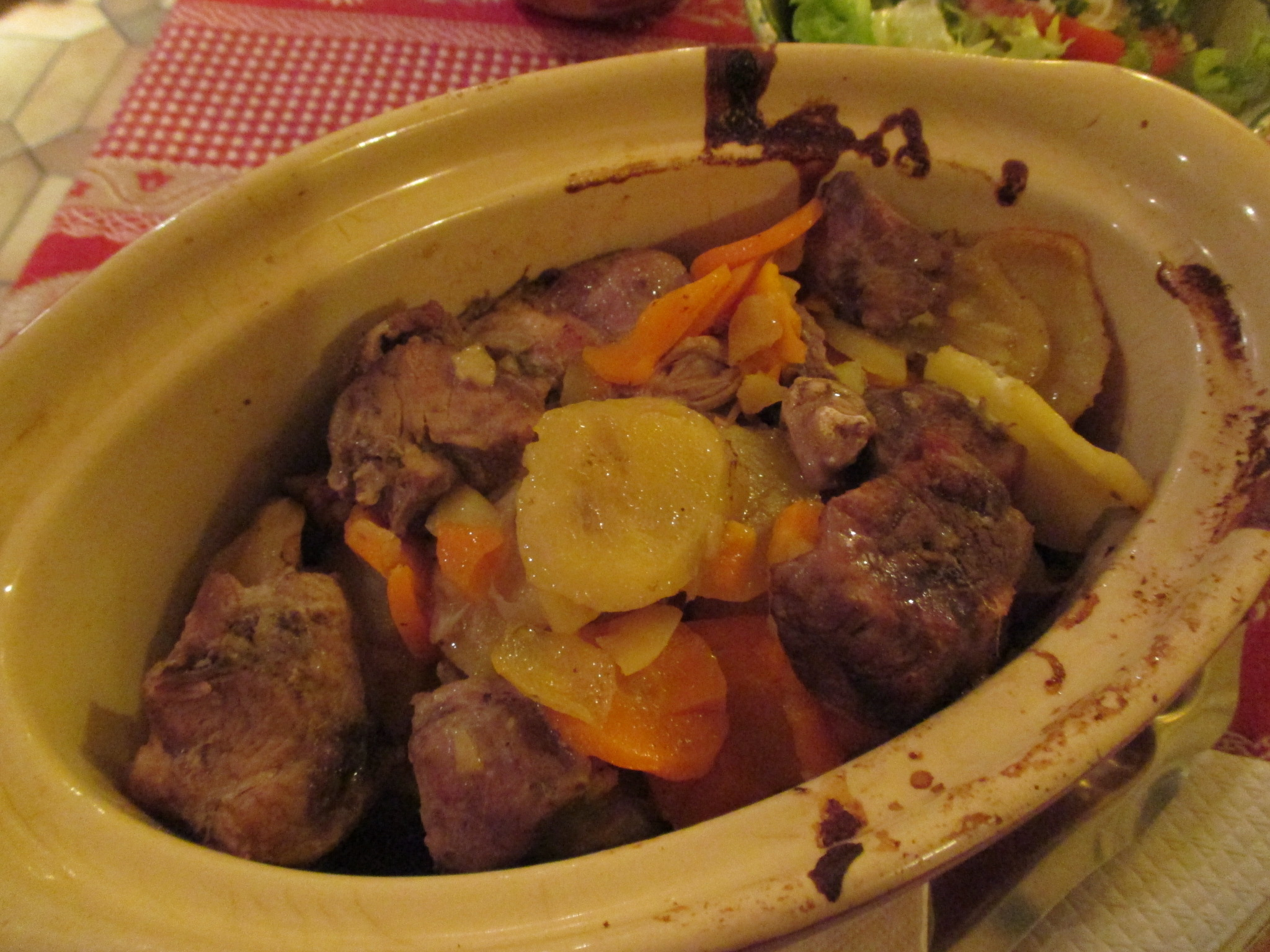
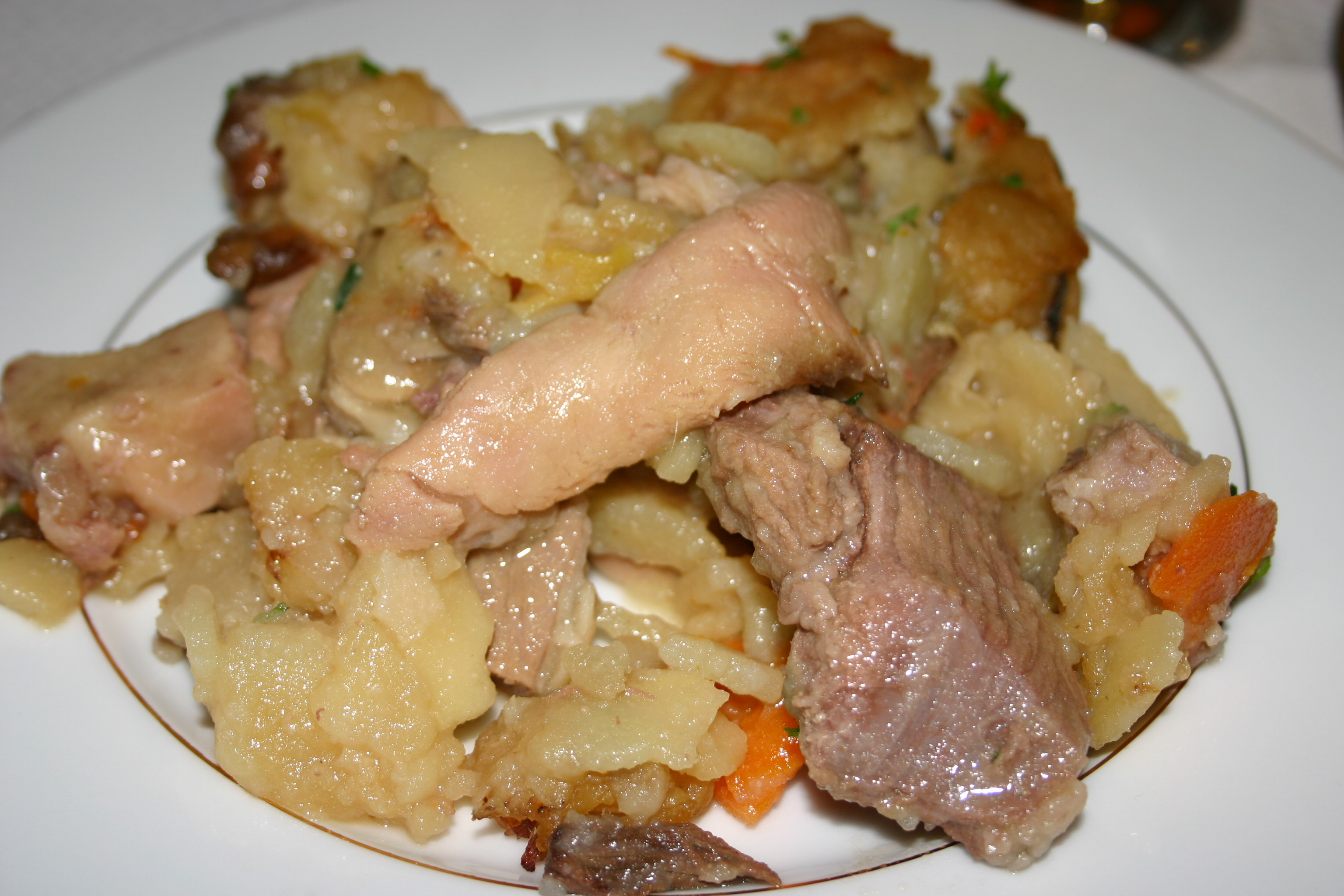

伝統的には、アルザス人の主婦は土曜日の夜から食材をマリネして、プロテスタントの礼拝所に行く途中のパン屋に鍋を預け、パン屋は朝パンを焼いて余熱の残っている釜に、ルーテル派の長い礼拝が行われている間（3時間続くこともあった）鍋を入れておいた。かつては料理がよく煮えるように鍋と蓋にパン生地を巻き付けて密閉していた。日曜日の礼拝から戻る途中に妻たちは熱い鍋を受け取って（パンと共に）持って帰り、日曜日の食事とした。

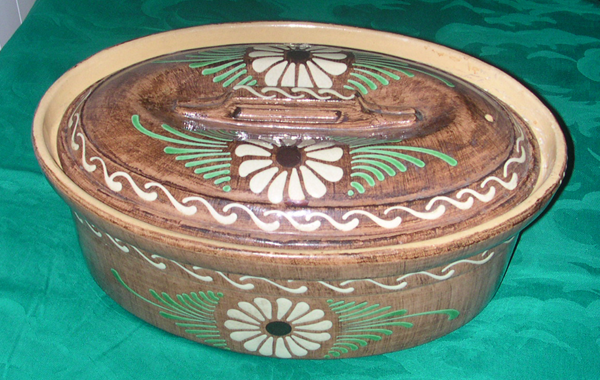
ベックオフを作るためのアルザス地方の伝統的なテリーヌ鍋
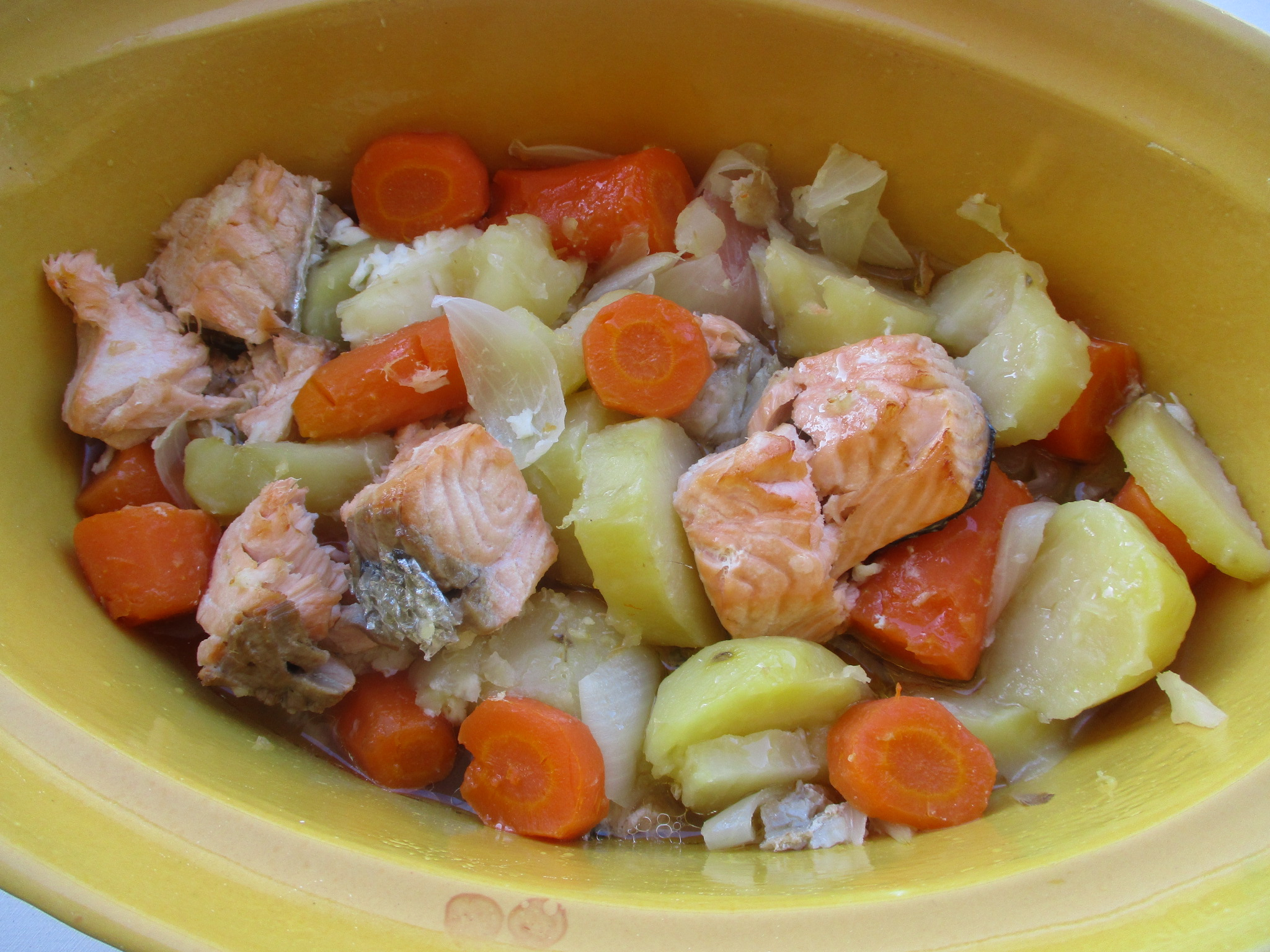
魚とアルザス・リースリングワインのベックオフ
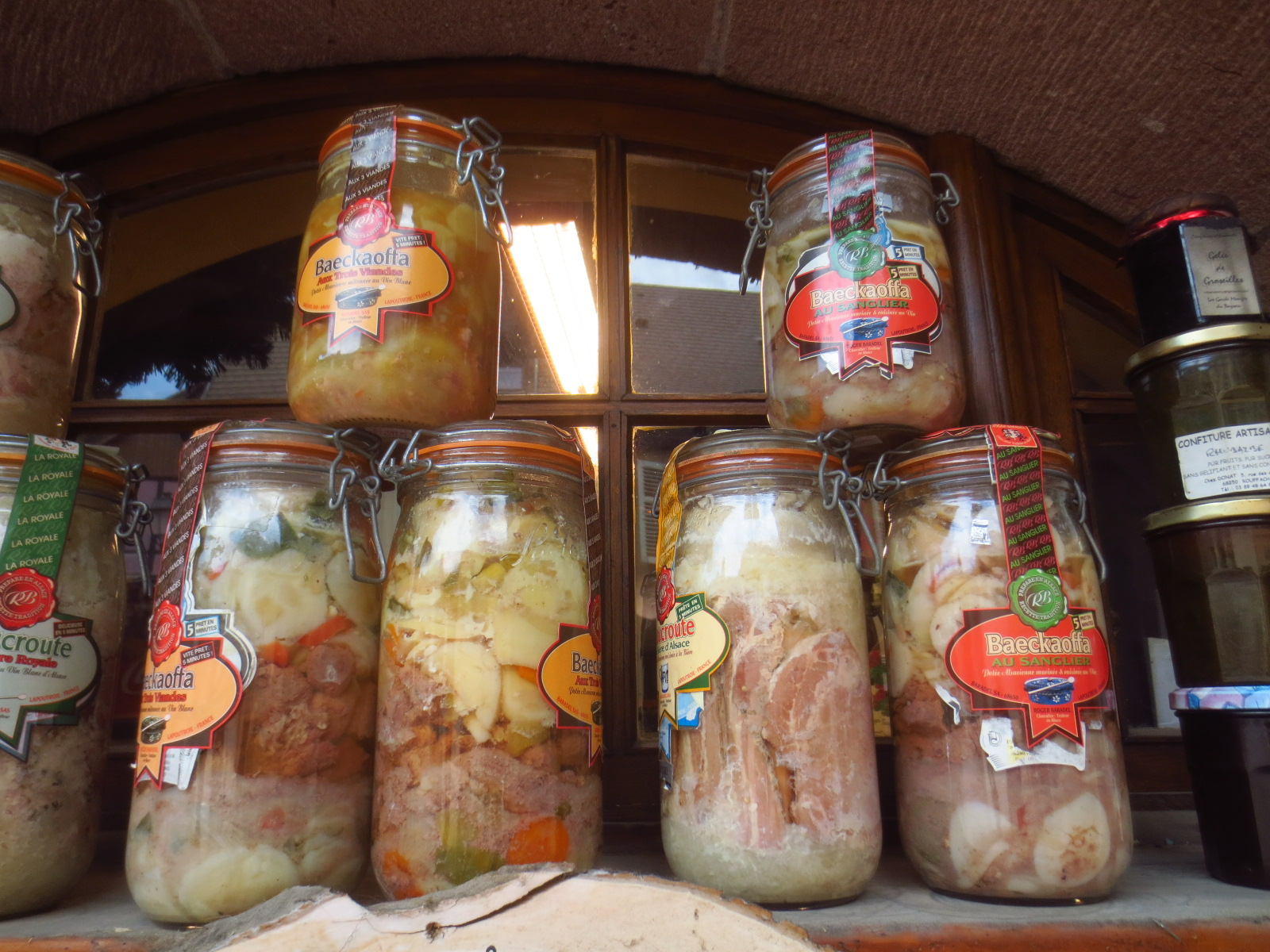
ジャー入りのベックオフ
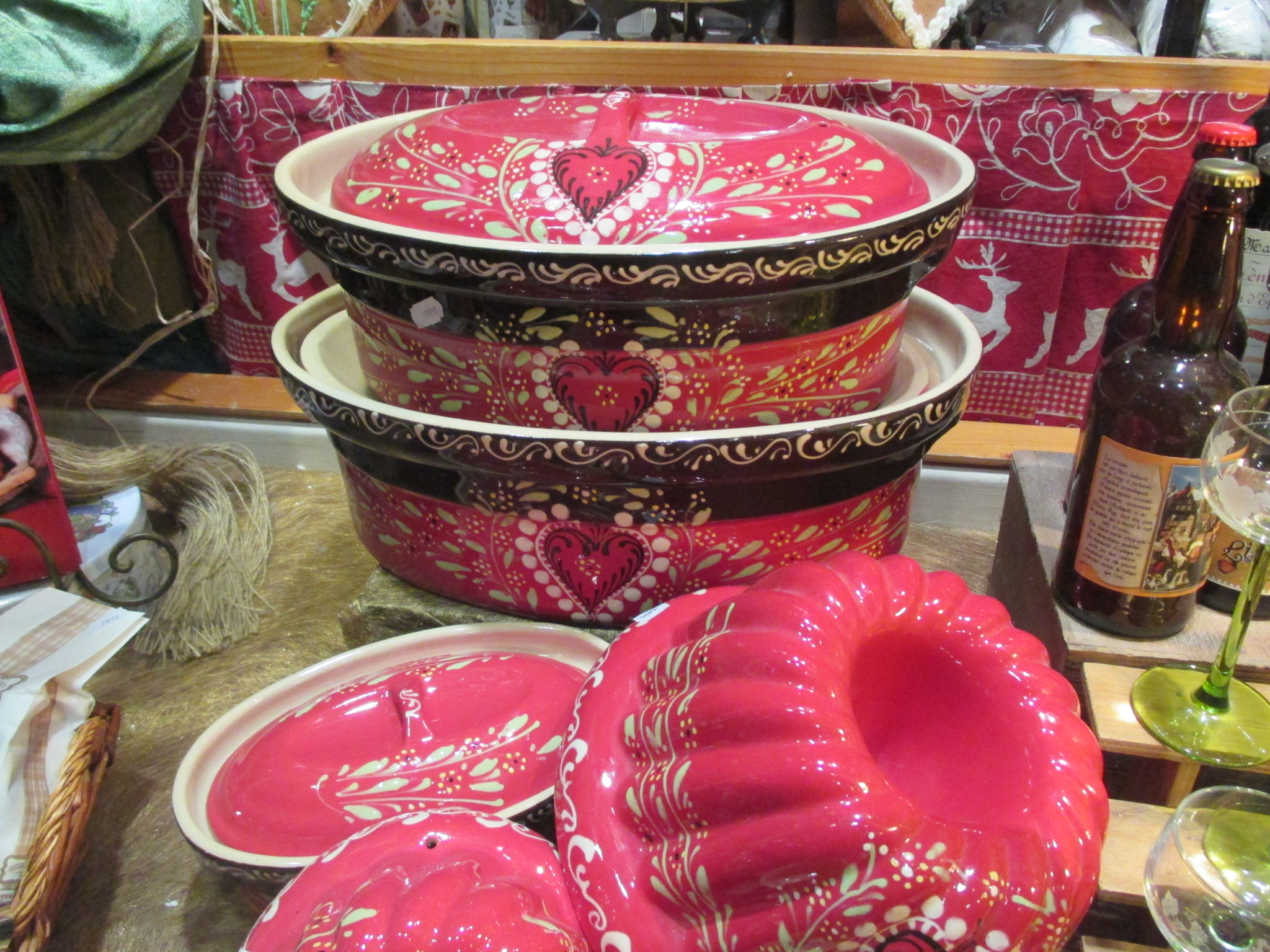
売られているテリーヌ鍋

この料理は（ストラスブールを含む）バ＝ラン県の諸都市が発祥とされる。アルザス地方の田舎では伝統的に小作人が2週間か3週間に1回自分でパンを焼くため（伝統的なフラムキューヘを作る機会でもあった）、パン屋があまりなかった。最も貧しい人々は肉を手に入れることができなかったため、平日にはジャガイモと薄いカードチーズの料理（ビーベレスケス）を食べ、日曜日にはジャガイモと卵とホワイトソースの料理を食べた。